# 즈비아드 감사후르디아
즈비아드 콘스탄티네스 제 감사후르디아(조지아어: ზვიად კონსტანტინეს ძე გამსახურდია 러시아어: Звиа́д Константи́нович Гамсаху́рдия 즈비아트 콘스탄티노비치 감사후르디야[*], 조지아어 발음: [zviad ɡamsaxurdia], 1939년 3월 31일~1993년 12월 31일)은 소련과 조지아의 정치인, 반체제 인사, 과학자, 작가이며 후기-소비에트 시대에 조지아의 첫 번째 민주주의 선거로 선출된 대통령이 되었다.

## 생애
감사후르디아의 부친 콘스탄티네는 조지아의 유명한 문학가이자 번역가였다. 감사후르디아는 부친의 영향을 받아 작가로 키워졌으나 1950년대는 조지아의 문화적 억압이 심했던 시대였기 때문에 감사후르디아는 반(反) 소비에트 고르가슬리아니(조지아어: გორგასლიანი)라는 비밀 조직을 만들어 반-소비에트 문학을 작성하고 유포한 혐의로 두번 구속되었다.
감사후르디아는 인권운동가였다. 그는 조지아 정교회의 새로운 총주교의 부패와 맞섰고 1973년에는 인권 기구를 공동 조직했고 1974년에는 국제사면위원회의 첫 번째 조지아인 회원이 되었다. 그는 비밀 조직인 사미즈다트에서 활동하기도 했다.
감사후르디아는 반소비에트 운동과 인권운동에 관련된 간행물의 발간으로 소비에트 당국에게 자주 체포 되었지만, 그의 가문의 명성과 정치적 연관성 덕분에 극심한 형벌은 면했다. 1977년에 그의 헬싱키 조직은 소비에트 연방 곳곳에서 인권운동이 일어나게 했고 레오니트 브레즈네프의 소비에트 당국을 당혹스럽게 만들었다. 소련 공산당 에두아르트 셰바르드나제 정부는 감사후르디아를 체포했고 "반-소비에트 운동"의 혐의로 투옥시켰고 조지아에서 추방시켰다. 그가 다게스탄으로 추방되었을 때 메라브 코스타바는 시리아로 추방되었다. 감사후르디아가 받은 형벌은 미국 의회의 주목을 끌었다.
미하일 고르바초프의 글라스노스트 정책이 시작됐고, 감사후르디아는 1987~1990년에 대규모 독립 집회를 이끌었으며 1987년에 그 집회에 코스타바가 합류했고, 감사후르디아는 일리아 찹차바제 단체(SSIR)를 조직했고 그 단체는 그의 정치 기반이 되었다. 1989년 4월 9~9일에 트빌리시에서 평화 시위가 열렸고 조지아의 민주주의 선거가 촉발되었다. 감사후르디아의 SSIR 당과 헬싱키 조직은 다른 개혁파 당들과 연대하여 조지아 공산당을 압도했고, 즈비아드 감사후르디아는 민주주의 선거에서 압도적인 득표차로 1990년 11월 14일 조지아 공화국 최고 의회의 의장으로 선출되었다. 1991년 3월 31일의 독립 투표의 결과대로 4월 9일에 조지아 의회는 독립을 선언했고, 5월 26일에 83% 투표에 86.5% 득표율로 감사후르디아가 대통령에 당선됐다.
1989년에는 압하스에서 내부-민족간 폭동이 일어 났었고, 남오세티야 자치주의 폭동도 심했으므로, 감사후르디아가 의장으로 선출되고 경제적, 정치적으로 많은 난관이 있었다. 조지아, 오세티야, 소비에트 사이의 무력 충돌의 결과로 1991년에는 31명이 죽었고 25,000명이 실향민이 되었다. 1991년에 감사후르디아는 남오세티야의 분리주의자들을 테러리스트로 간주했고, 고르바초프에게 군대의 철수를 요구했다. 감사후르디아의 분리주의자 탄압으로 인한 인권 유린은 미국의 NGO 인권 감시 단체의 이목을 끌었다. 헬싱키 감시단은 감사후르디아 정부의 인권 침해를 주제로 다뤄 보고하였다. 그는 미하일 고르바초프 소련 대통령과 대립관계에 있었다. 감사후르디아는 고르바초프가 무력 충돌을 선동한다고 조지 H. W. 부시에게 간언했지만 기각되었다. 감사후르디아의 반대파들은 그를 독재자로 여기고 있었다. 러시아의 새 조직 인테르팍스는 소비에트 군대가 조지아 국가 경비대를 무장해제 시키려 했지만, 국가 경비대는 이미 감사후르디아 내각의 일부가 되어 있었고, 반대파들은 군대의 해산을 주장했지만, 보리스 옐친 러시아 대통령의 편을 들어 공식적으로 군대를 유지 할 수 있었다.
1992년에는 러시아 군대의 지원을 받은 예두아르트 셰바르드나제와 조지아의 민족 분리주의자들과 그들에 대항하는 감사후르디아의 경비대가 충돌한 대규모 군사 쿠데타가 일어났다.
대규모의 내전 동안에 감사후르디아는 입지를 잃었고 결국에는 반대파들에 의해 추방되어 러시아 체첸 공화국으로 피신했다. 조지아 도처에 산재한 그의 지지 세력과 체첸에서 구성한 명목뿐인 감사후르디아의 정부는 재기를 노려 내전에 가담했지만 결국에는 반대파들에게 포위었고, 그는 그 때 목숨을 잃을 뻔했지만, 가까스로 탈출했다. 내전의 결과로 에두아르트 셰바르드나제가 정권을 잡았고, 감사후르디아는 사메그렐로제모스바네티 주에서 생을 마감했다. 사망원인은 자살이라는 추측도 있지만 정확하게 알려지지 않았다. 내전이 끝나고 감사후르디아의 지지자들도 새 정부에 의해 투옥되었다.
2004년에 당선된 미하일 사카슈빌리 대통령은 조지아 분리주의의 심각성을 깨닫고 있었고, 그에 의해 감사후르디아는 "위대한 정치가이자 애국자"로 칭송받았으며 묘지는 수도로 옮겨졌다. 또한 투옥됐던 감사후르디아의 지지자들도 석방되었다.

## 역대 선거 결과
| 선거명      | 직책명          | 대수 | 정당                      | 득표율 | 득표수      | 결과 | 당락 |
| ----------- | --------------- | ---- | ------------------------- | ------ | ----------- | ---- | ---- |
| 1991년 선거 | 조지아의 대통령 | 1대  | 라운드 테이블-자유 조지아 | 87.6%  | 2,565,362표 | 1위  |      |

## 참고 문헌
- The Spiritual mission of Georgia (1990)
- The Spiritual Ideals of the Gelati Academy (1989)
- (영어) Levan Urushadze. "About the history of Russian policy in the Caucasus."- IACERHRG's Yearbook — 2000, Tbilisi, 2001, pp. 64-73.
- Thousands Pay Tribute to the First President 보관됨 2008-12-01 - 웨이백 머신, Civil Georgia, March 31, 2007
- Georgian Media in the 90s: a Step To Liberty
- "The Transcaucasian Republics and the Coup" 보관됨 2004-01-20 - 웨이백 머신, Elizabeth Fuller, August 1991

| 전임 (신설) | 제1대 조지아의 대통령 1991년 4월 14일 ~ 1992년 1월 6일 | 후임 예두아르트 셰바르드나제 |